# 陈治安
陳治安（1522年—？），字超誼，贵州宣慰司（贵阳）軍籍，直隸崑山縣人，明朝官员，同進士出身。

## 生平
宣慰司學增廣，嘉靖二十八年（1549年）己酉科貴州鄉試第十八名舉人，嘉靖二十九年（1550年）聯捷庚戌科會試二百二十名，三甲二百二名進士，授上虞县知县，官至南京工部主事，著有《贞言》六卷。

## 家族
曾祖陳晟；祖父陳鋭；父陳恕。母耿氏。具慶下。